# Заза-горани
Заза-горани — лингвистическая подгруппа диалектов курдского диалектного континуума, используемыми частью курдов (в основном группами заза и шабаки).
Ареал распространения — восточная Турция (Северный Курдистан, Армянское нагорье), западный Иран (Восточный Курдистан) и северный Ирак (Южный Курдистан).

## Классификация
В данную подгруппу входят два близкородственных идиома — зазаки и горани.
Зазаки и горани вместе с другими курдскими диалектами восходят к пракурдскому языку, который по одним данным произошёл от мидийского языка, а по другим — развился из мидийско-парфянских диалектов.
Зазаки и горани многими исследователями и также в курдской литературе рассматриваются одними из диалектов языка курдов, так как носители исторически считают себя частью курдской общности . По мнению русского востоковеда В. Ф. Минорского зазаки является одним из наречий курдского языка. Той же позиции придерживается другой русский востоковед — И. А. Смирнова, считающая, что диалект зазаки является одним из двух составляющих диалектов курдского языка. Однако это предположение неоднозначно воспринимается некоторыми востоковедами. Зазаки и горани, будучи похожими друг на друга, существенно отличаются от севернокурдского, центральнокурдского и южнокурдского, оставаясь им генетически родственными, но явно с более высоким диалектным расхождением. Курдский язык хоть и классифицируется как северо-западный иранский язык, но имеет у четырёх вышеперечисленных диалектов сильный юго-западный элемент, который меньше в зазаки и горани. Горани отличается от севернокурдского и центральнокурдского грамматически (со вторым в меньшей степени), но имеет много общей с ними лексики.
Сходства зазаки с соседним севернокурдским диалектом:
- Подобные личные местоимения и их использование[16];
- Энклитика «у»[16];
- Очень похожая эргативная структура[17];
- Мужская и женская система изафета[18];
- В обоих языках есть именительный падеж и косвенный падеж с окончаниями -î в мужском и -ê в женском роде;
- Оба языка утратили притяжательную энклитику, в то время как она существует в других идиомах, на которых говорят курды (сорани и горани);
- Подобные гласные фонемы (представляют диалектное произношение).

## Диалекты
В диалектном континууме горани выделяют следующие разновидности:
1. Шабаки (до 500 000 носителей);
2. Баджалани (~59 000 носителей);
3. Аврами (~23 000 носителей);
4. Сарли (~18 000 носителей);

В зазаки выделяется два диалекта— северный зазаки и южный зазаки, делящиеся на множественно говоров.